# Peter Meaden
Peter Alexander Edwin Meaden (11. listopadu 1941 – 29. července 1978) byl prvním manažerem The Who. Na začátku šedesátých let byl přední postavou subkultury Mods. Někdy je nazýván jako "Mod Father" nebo "Mod God".

## Život a kariéra
Meaden se narodil 11. listopadu 1941 Stanleymu a Rosině Meadenovým. Měl jednoho bratra, Geralda. Jako teenager Meaden pracoval v restauraci a poté vstoupil do subkultury Mods a udělal si jméno jako face. Stal se spolubydlícím Micka Jaggera. Peter byl obchodním partnerem Andrewa Oldhama, který byl manažerem The Rolling Stones. Meaden byl také na začátku sedmdesátých let manažerem skupiny Arrows.
Poté, co se stal Meaden manažerem The Who, změnil kapele jméno na The High Numbers a napsal pro ně jejich první singl "I'm the Face", jehož B-stranou je "Zoot Suit". Tyto skladby jsou založeny na melodiích "Got Love If You Want It" od Slima Harpa a "Misery" od The Dynamics, v tomto pořadí. Meaden k nim napsal nové texty, do nichž začlenil témata jako móda nebo tancování, což mělo oslovit subkulturu Mods. Singl se nicméně hitem nestal a většinu prodaných kopií koupil sám Meaden, aby singlu zajistil místo v hitparádách. Poté, co vedení kapely přenechal Chrisi Stampovi a Kitu Lambertovi, se Meaden stal manažerem Jimmyho Jamese & The Vagabonds.
V lednu 1968 se Meaden pokusil pro Captaina Beefhearta a jeho kapelu The Magic Band sjednat turné po Spojeném království. Protože Meaden nezískal nezbytná pracovní povolení, hudebníci byli zadrženi na celnici a bylo jim zabráněno ve vstupu do země. Kapela se poté dočasně vrátila do Německa a o pár dní později už s patřičnými dokumenty odjela do Británie. V té době jejich vztah s Meadenem skončil.
Po letech užívání drog a nervovém zhroucení Meaden v roce 1978 zemřel na předávkuvání barbituráty v domě svých rodičů v londýnském Edmontonu. Je pohřben na hřbitově v Southgate a jeho pohřeb kompletně zaplatili The Who, ačkoliv se ho sami nemohli účastnit. Meadenovi rodiče již také zemřeli, jeho bratr Gerard žije v Brightonu.